# Quasiknoxiella
Quasiknoxiella is een geslacht van uitgestorven kreeftachtigen uit de klasse van de Ostracoda (mosselkreeftjes).

## Soort
- Quasiknoxiella reverenda Tschigova, 1977 †